# Black Dynamite (série télévisée d'animation)
Cet article concerne la série télévisée. Pour le film, voir Black Dynamite.

Logo de la série

Black Dynamite est une série télévisée d'animation américaine pour adultes fondée sur le film du même nom sorti en 2009. 
Bien que la série suive une continuité distincte, elle fait cependant des références au film. Elle a été annoncée peu de temps après la sortie du film. L'épisode pilote de 10 minutes a été diffusé sur Adult Swim Video le 8 août 2011 et la série complète a commencé d'être diffusée sur un bloc de programmation de fin de soirée de Cartoon Network, Adult Swim, le 15 juillet 2012. Elle s'est terminée le 10 janvier 2015 avec un total de 20 épisodes. La plupart des épisodes de l'émission ont été classés TV-MA (semblable à la classification R du film lui-même) pour sa violence sanglante et stylisée, ses fortes références sexuelles (y compris la nudité, les références à la prostitution et les représentations d'actes sexuels), le blasphème et l'humour dérivés de racisme et discrimination.
Michael Jai White, Byron Minns, Tommy Davidson et Kym Whitley (en) reprennent leurs rôles dans le film en tant que, respectivement, Black Dynamite, Bullhorn, Cream Corn et Honeybee. Tout au long des deux premières saisons, Cedric Yarbrough a également repris son rôle dans le film comme Chocolate Giddy-Up, avec Jimmy Walker Jr. comme propriétaire du restaurant Roscoe et Arsenio Hall comme Tasty Freeze.
Il a été produit par Ars Nova, Jon Steingart, Carl Jones et Jillian Apfelbaum sont les producteurs exécutifs, avec Brian Ash comme coproducteur exécutif.  Scott Sanders, White et Minns sont les producteurs. Monica Jones est productrice associée. LeSean Thomas est producteur créatif / directeur de supervision. La musique originale est de Adrian Younge (qui a aussi composé la partition du film à succès) pour la saison 1 et Fatin «10» Horton pour la saison 2.

## Synopsis
La série, qui se déroule dans les années 1970, est principalement une parodie et un hommage au blaxploitation cinéma. L'émission continue l'histoire de Black Dynamite, Bullhorn, Cream Corn et Honey Bee alors qu'ils se livrent à des mésaventures dangereuses et exagérées, impliquant parfois des célébrités telles que Michael Jackson, O. J. Simpson, Bill Cosby, Sidney Poitier, Mohamed Ali, Richard Pryor, Don Cornelius, Dick Clark, Spike Lee, Mister T. (dans le rôle de «Barracuda»),  Orphan Arnold, James Brown, Isaac Hayes, George Peppard (dans le rôle d'«Hannibal»), Dirk Benedict (dans le rôle du «Futé»), Dwight Schultz (dans le rôle de «Looping»), Sylvester Stallone (dans le rôle de John Rambo), Bob Marley, Bo Derek, Rick James , Elvis Presley, Sammy Davis Jr., Dolly Parton, David Carradine, Sean Connery, Roger Moore, Fred Rogers et les Globetrotters de Harlem ainsi que le président de Némésis récurrent de Black Dynamite Richard Nixon, qui était aussi le méchant principal du film. L'émission fait référence au film original « Black Dynamite », comme Fiendish Dr. Wu comme chef d'un groupe de ninjas; le spectacle se déroule avant les événements du film, car certains personnages du film qui y ont été tués sont vivants dans la série (notamment Bullhorn et Cream Corn). Cela est renforcé dans un épisode, où Cream Corn prédit sa propre manière de mourir dans un hélicoptère.

## Casting

### Distribution principale
- Michael Jai White : Black Dynamite,
- Byron Minns : Bullhorn, Rudy Ray Moore, chanteur
- Kym Whitley (en) : Honey Bee, vieille dame
- Tommy Davidson : Cream Corn, Le Boss

### Voix supplémentaires
- Carlos Alazraqui - Pilote d'hélicoptère
- Tichina Arnold - La voix chantante de Tinbee
- Erykah Badu - Fatback Taffy, Hoe Crows, Rita Marley, Wolf
- Eric Bauza - The Fiendish Dr. Wu, Chinatown Assassin, R.A.C.I.S.T., Bill Cosby's Assistant, Dick Clark, Présentateur, reporter
- Liz Benoit - Foxxy Mama
- Tae Brooks - Michael Jackson
- Corey Burton - Dennis Flynn, M. Rogers, Phil Drummond
- Chance the Rapper - Bob Marley
- Michael Colyar -
- Affion Crockett -  Joe Jackson
- DeRay Davis - Ninja
- John DiMaggio -  Rip Tayles, femme flic, J. Edgar Hoover, Cheval humain, homosexuels
- Snoop Dogg -  Leroy Van Nuys
- Waka Flocka Flame - Waka Blocka Blaow
- Godfrey - Al Sharpton
- David Alan Grier - Le docteur
- Eddie Griffin - Richard Pryor,  Paul Mooney
- Salle Arsenio - Gel savoureux
- Samuel L. Jackson - Capitaine Quinton
- Carl Jones - Frank the John, Crenshaw Pete, Puppet Minion, Shark Victim, Stewie Fig Newton, annonceur, maire de Beach City, enseignant, prisonnier rieur
- Orlando Jones - Basehead, Flying Junkies, Stewie's Brother, James Brown
- Rochelle Jordan - Cindy Breakspeare
- Sean Kingston - Dexter, Saint
- Jonathan Kite - Richard Nixon, Henry Kissinger, James Bond s (Sean Connery et Roger Moore), News Reporter,  Elvis Presley
- Phil LaMarr - Muhammad Ali, Racer X
- Lil' Mo - Infirmière, enseignante, maman de Rondell
- Luenell - Moms Mabley
- Mel B - Connie Lingus
- Hugh Moore - Pimp
- Charlie Murphy - Un chat nommé Rollo, Un chat esclave nommé Rollo
- Tim Blake Nelson - Chef Humphrey McGillihorn, La  méchante chienne du côté ouest, Donald Sterling, directeur de la télévision, Cracker Cop, directeur
- Georgette Perna - Enfants
- Clifton Powell - Crenshaw le Slime, Daddy Dynamite
- Donnell Rawlings - Un chat nommé Rallo, Un chat esclave nommé Rallo
- Christopher "Kid" Reid - John the John, Sun Tzu, Black  Lucky, membre du parti travailliste jamaïcain
- Kevin Michael Richardson - Melvin Van Peebles, Don Cornelius, Bill Cosby, Fred Berry
- Eddie Rouse - Spike Lee
- J. B. Smoove - Cette grenouille Kurtis, cette bâtarde Kurtis
- Bélier Spears - M. À. J. Simpson
- Été cri - Li'l Orphan Willis
- Tiffany Thomas -
- Greg Travis (en) - Membre du Ku Klux Klan
- Tyler, le créateur - Broto
- Jason Walden - Dennis Flynn
- Tionne "T-Boz" Watkins - Pam Grier, propriétaire du Reverse Strip Club
- Billy West -
- Denzel Whitaker - Donald le comptable, Jermaine Jackson
- Dennis L. A. White - Le ventre d'Arnold
- Gary Anthony Williams - George Washington Carver III, radio DJ, journaliste
- Debra Wilson - Amazon Moon Bitch Leader, Lil 'Orphan Penny,  Eartha KITT, Euphoria, Li'l Orphan Arnold,  Li'l Orphan Rodney King, Li'l Rodney Munchkins, Givinya Morehead, dame des services à l'enfance, employé de l'hôtel, Hoe Crows
- Cedric Yarbrough - Giddy-Up au chocolat

## Voix françaises
Source : Planète Jeunesse et Carton de doublage
- Antoine Tomé : Black Dynamite et Jim Kelly
- Jean-Pierre Leblan : Cream Corn
- Claudine Grémy : Honey Bee
- Franck Sportis : Bullhorn
- Alan Aubert-Carlin : Crenshaw
- Frédéric Souterelle : Papa Dynamite et Elvis
- Charles Mendiant : Kurtis le Têtard
- Alexandre Coadour : Boer L'afrikaner
- François Créton : Rallo à lunettes
- Patrick Pellegrin : Nixon, Dennis Flynn et Leroy Van Nuys
- Adrien Solis : Kurtis le Grenouille
- Yann Pichon : Richard Pryor, Mister T
- Patrick Pellegrin, Adrien Solis, Pascale Chemin et Yann Pichon : Voix additionnelles
- Société de doublage : Chinkel
  - Adaptation française : Soriya Leang et Elena Regdosz
  - Directeur artistique : Yann Pichon
  - Enregistrement : Aurélie Raout et Jean-Christophe Sabatier
  - Mixage : Jean-Baptiste Desrues

## Épisodes

### Saison 1
- Épisode 0 : Grabuge dans le Puppet Show

1. Just Beat it ou la face cachée des Jackson Five
2. Les Nuits de Bullhorn ou qu'on lui coupe la queue
3. Se faire tuer par les impôts ou l'emmener sur Sunset Strip
4. Une Crise pour Noël ou le côté obscur du côté obscur de la Lune
5. La croisière s'amuse ou pas ou ça fait une bonne grippe pauvre type !
6. La guerre des races ou trace ta route renoi !
7. La merde qui a tué le King ! ou un week-end chez Elvis
8. Le Donkey Kong blanc ou les singes blancs ne peuvent pas bandés
9. Apocalypse pas maintenant ! ou un plan sans accroc ! autrement dit sauce qui peut !
10. La mauvaise graine ou Tel père, tel fils... de pute !

### Saison 2
1. Racines : la version blanche
2. Les dents de la Mer noire ou Les dindes des mers sont à croquer
3. Comment Honey Bee est partie s'éclater ou La nuit des zombites
4. Les guerriers sortent du placard ou les méchantes reines d'Halloween
5. La balade en solo du gentil Bill ou Bill Cosby n'est plus lui-même
6. La revanche de Mister Rogers ou S'il vous plaît, fuyez le voisinage
7. Confrontations musicales ou  Le Parrain de la Souuuuuuul
8. Arnold et Willy chez les blancs ou Les Hunger Games des orphelins
9. Le magicien de Watts - Partie 1
10. Le magicien de Watts - Partie 2